# 相浦地域
相浦地域（あいのうらちいき）は、長崎県佐世保市西部の中核地域である。旧北松浦郡相浦町。数多の旧石器〜中世時代の遺跡が示すように、明治の鎮守府設置以降発展した佐世保より歴史が古く、古代から栄えていた。

## 歴史概説
相浦川沿いの俵ヶ浦半島に至る相神浦谷（相神浦七ヶ村）周辺は、国内屈指の旧石器・縄文遺跡の密集地帯である。泉福寺洞窟（豆粒文土器）・岩下洞穴などの岩陰がある他、膨大な量の縄文土器・石鍋・石器類が出土し縄文土器の編年にも寄与するなどした門前遺跡 ・竹辺（武辺）遺跡群 ・小野遺跡群・大潟遺跡群・武辺城などの発掘調査で、古来より対外貿易においても拠点だった事が判明。門前遺跡で作られた大型石斧は、北松浦半島縄文人によって、黒曜石・隆起線文土器・玦状耳飾りとともに朝鮮半島（東三洞）に持ち込まれ、それ等は朝鮮半島で最古の遺物である。また門前遺跡からは、国内最古形式（祖型）で東アジアでも最古級（朝鮮半島より古い）の木棺墓 、国内最古建築形式の胴張形掘立柱（エンタシス）建物跡、国内最古の透かし彫り装飾板、九州では唯一となる硬玉製の大珠・硬玉製の玦状耳飾り等も発掘された。
古くは「相神浦（あいこうのうら）・相ノ浦」ともいい、平安・鎌倉時代には相神浦氏の拠点、室町時代からは宗家松浦氏（相神浦松浦氏）が拠点とした。戦国期、分家の平戸松浦との戦に破れ以降その所領となる。伊能忠敬は全国測量の途次、内山六右衛門宅において文化10年（西暦1813年）の新年（旧暦）を迎え「七十に 近き春にぞ あひの浦 九十九島を いきの松原」と狂歌も詠んでいる。
大潟町に水銀山（白玉山）・高岳の2ヶ所の水銀鉱跡（西九州鉱床群相ノ浦層）があり、江戸時代末期に水銀を採掘した時期があった。この水銀鉱は後の調査により、日本で唯一「自然水銀・辰砂・黒辰砂（自然水銀より希少）・角水銀鉱」4種全てを産出する事が判明している。嘗て自然水銀は手のひらで掬えるほど湧出し、明確に天水成鉱物と判定出来る角水銀鉱は海に面した相浦の物だけである。
現在の相浦地域は1889年（明治22年）、町村制施行により、相神浦村山口村と相神浦村新田村の2村が合併し北松浦郡山口村として発足。1930年（昭和5年）に町制施行、改称し北松浦郡相浦町となり、1938年（昭和13年）に佐世保市に編入された。
明治以降、昭和30年代頃までは北松炭田からの石炭積み出しなどで栄えた。現在の松浦鉄道西九州線の前身である佐世保鉄道はもともと相浦港への石炭輸送のために建設されたものである。炭鉱閉山後は川下町に長崎県立大学や総合グラウンドが建設された他、佐世保中心街に対するベッドタウンとして住宅建設が進んでいる。

## 地理
- 山：愛宕山（相浦富士）・弓張岳
- 河川：相浦川・新田川・蛭子川[19]
- 島：九十九島（高島・黒島・トコイ島〈トビカズラ〉・上樫木島・下樫木島・上皆島・下皆島・上小高島〈洗鱗洞〉・下小高島・トノコ島・蛭子島[注釈 2]・焼島〈蛭子神社〉・矢坪島・地蛇島・蛇島〈中蛇島〉・金重島・鼠島・元ノ島・牧の島・桂島・松浦島・黒小島・根太木島・テンモク島・丈ヶ島・諸島・長南風島・枕島）
- 港湾：相浦港

## 町名
大正時代の長崎県公報によれば、旧山口村時代には免の名称に「山口」「新田」の大字を冠称していた旨の記載が見られる。1952年に上相浦町と木宮町を設置したことを皮切りに、1958年に全域で免・字を廃止し、町を設置した。
なお、川下免と川下町は全く区域が重複しない別の地区である。
| 町名設置前      | 町名設置後                               |
| --------------- | ---------------------------------------- |
| 浅子免          | 浅子町                                   |
| 高島免          | 高島町                                   |
| 畑中免          | 棚方町、光町、相浦町                     |
| 賎津免 → 相浦免 | 相浦町                                   |
| 口石免          | 愛宕町                                   |
| 岩本免          | 竹辺町、愛宕町                           |
| 山口免          | 竹辺町、新田町                           |
| 横手免          | 上相浦町、木宮町（1952）、川下町、新田町 |
| 吉永免          | 木宮町（1952）、新田町、川下町           |
| 岩渕免          | 新田町、母ヶ浦町                         |
| 川下免          | 相浦町、大潟町                           |
| 大潟免          | 大潟町                                   |
| 小野免          | 小野町、母ヶ浦町                         |
| 母ヶ浦免        | 母ヶ浦町、椎木町                         |
| 枡形免          | 母ヶ浦町、川下町、椎木町                 |
| 沖田免          | 母ヶ浦町、川下町、椎木町                 |
| 椎木越免        | 椎木町、日野町                           |
| 日野岡免        | 長坂町、日野町                           |
| 古郷免          | 日野町                                   |
| 上北平免        | 鹿子前町、椎木町、日野町                 |
| 下北平免        | 鹿子前町                                 |
| 上船越免        | 船越町                                   |
| 下船越免        | 下船越町                                 |
| 上俵ヶ浦免      | 俵ヶ浦町                                 |
| 下俵ヶ浦免      | 俵ヶ浦町                                 |
| 庵ノ浦免        | 野崎町                                   |

### 1952年設置
- 上相浦町（かみあいのうらちょう）

県道11号と直行・並行する道路に加えて、戦後に上相浦駅を起点とした放射状道路が切り開かれ、幾何学的な町割となっている。佐世保西郵便局や相浦文化センターといった公的機関、相浦小学校・相浦幼稚園・上相浦保育園など教育施設が並び、住宅街となっている。
- 木宮町（きのみやちょう）

県道を挟んで上相浦町と接する。県道と相浦川に挟まれた細い土地で、かつての市役所相浦支所付近には町医者や商店などが集中している。町内の道路は狭く、一方通行も多い。昔ながらの住宅街である。

### 1958年設置
- 相浦町（あいのうらちょう）

相浦港を中心とした漁港・港町を基幹とする。木宮町から相浦港に抜ける栄町通りがメインストリートで、昔ながらの商店街が続く。港近くには銀行が集中している。相浦駅前の海岸通りには漁業関係者相手の居酒屋も点在する。漁港の南西側には石炭積出施設を転用した工場が並び、さらに南には佐世保魚市場がある。
- 浅子町（あさごちょう）

浅子半島全体に位置する飛地で、中心市街地方面から陸路において最短距離で行き来するには北松浦郡佐々町及び小佐々町を通過しなければならない。町の入口に建つ浅子小中学校は、市内唯一の併設校。町の中心地は半島ひとつ乗り越えた漁港で、休日には釣り客でにぎわう。歴史的に黒島から移り住んできたカトリック信徒が多く、漁港の前にはカトリック浅子教会がある。
- 愛宕町（あたごちょう）

町の北端に位置し、中里地区に接する。愛宕山の東半分から相浦川をまたぎ、相浦川左岸の平地まで町域が到達している。平地には相浦警察署が位置するほか、日野町から県道11号沿いに続くロードサイドショップの終点となる。右岸の愛宕山山麓は手付かずの山林で、川沿いの市道を除くと何も開発されていない。
- 大潟町（おおがたちょう）

相浦町の南に位置し、大崎半島全体を占める。南東部の陸上自衛隊相浦駐屯地は江戸時代の干拓地。野鳥の観察地として名高い江楯池は大潟新田の灌漑溜池であった。北部のカトリック相浦教会、中央部の美崎が丘団地、南東部の相浦駐屯地、西部の市民霊園、半島先端の大崎漁港と、極端に印象の違う光景が展開する。
- 小野町（おのちょう）

地区の東部に位置し、弓張岳・但馬岳・将冠岳連峰の西山麓から下る斜面地に広がる。連峰付近の散村は相浦地区よりもむしろ鵜渡越を経て佐世保市街との結びつきが強い。斜面地は棚田や畑が展開し、住宅地は新田団地と接する市道沿いに集中しており、新たな住宅地も造成されている。
- 川下町（かわしもちょう）

地区の中央部に位置し、相浦川左岸の河口近くに南北に細く広がる旧干拓地上の町。佐世保総合グラウンド（佐世保野球場など）・長崎県立大学・大学駅・相浦中学校といった地区を代表する大施設が並び、商業施設も県道沿いに並んでいるため、市民からは「相浦」と称され、逆に町名の知名度は低い。
- 椎木町（しいのきちょう）

相浦川河口部から奥の丘陵地まで展開する。県道沿いはロードサイドショップや共立自動車学校が並び、河口側は住宅が密集している。丘陵側も住宅が展開するが、椎木峠付近は農地や山林に占められている。長崎短期大学が1985年に移転してからは、学生相手の飲食店も増えてきた。
- 新田町（しんでんちょう）

上相浦駅裏の平地から奥の丘陵地にかけて展開する。駅裏は閑静な住宅街で、町医者も点在する。高度経済成長期に造成された新田団地は岡の上にあり、県道からもよく見える。老朽アパートのほとんどが建替え更新を終えている。その他の平野部は、町名のとおり広い水田となっている。
- 高島町（たかしまちょう）

相浦港から1日3往復のフェリーで約30分の高島に位置する。島全体の地理については高島 (長崎県佐世保市)を参照。島民は南部の平地に居住し、大半を占める山林は手付かずの状態。深い入江には養殖筏が数多く設置されている。
- 竹辺町（たけべちょう）

地区の北部に位置し、中里地区に接する。東西に細く伸びる山林地帯で、中世には松浦氏宗家の居城であった武辺城があった。このため、旧来の「武辺」表記と現在の公的な「竹辺」表記が混在している。西端部の平地は水田地帯で、集落の一角には佐世保養護学校が設置されている。
- 棚方町（たながたちょう）

地区の北端に位置し、愛宕山の西麓から北麓にかけての斜面地。長崎県道139号佐世保鹿町線が通るが、相浦ニュータウンが開発されるまでは、相浦と佐々を隔てる峠道に過ぎなかった。相浦と佐々を結ぶ県道バイパスが全通しておらず、終点のジャンクションが相浦ニュータウン入口に設置されているため、交通量は多い。相浦ニュータウン入口近くの県道沿いに棚方駅がある。
- 長坂町（ながさかちょう）

地区の東端にあたり、日野峠を経て佐世保市街地に接する。昭和期は佐世保市交通局（佐世保市営バス）の路線バスは日野峠折返しが多かったが、相浦の人口増に伴って直通便に変わっている。町並みはバス通りよりも旧道沿いに並んでいる。鹿子前に抜ける峠道に沿って新たな宅地が造成されている。
- 光町（ひかりまち）

佐々町と接する。北端のいわゆる「真申」を除くと、町内のほとんどが相浦発電所の敷地で占められている。発電所用地として海岸が埋め立てられる前の戦前は、九十九島と同様の多島海で、公営海水浴場が置かれていた。一般住宅地は真申駅周辺の平地に集中し、市営バス・西肥バスとも真申折返し便が設定されている。
- 日野町（ひのちょう）

地区の中部に位置し、東西に長い。西部の牽牛崎は険しい半島部のため、山林に覆われており、中小のレジャー施設が散見される。牽牛崎東部の斜面は住宅地。中央部の旧干拓地は県道沿いにロードサイドショップが並び、かつての水田はほとんど残っていない。東部の斜面地には美鳥が丘ニュータウンが開かれ、人口増加が続いている。
- 母ヶ浦町（ほうがうらちょう）

地区の中央部に位置する。市内でも有名な難読地名。西端の旧干拓地は水田だが、ほとんど休耕状態。椎木と新田に挟まれた谷に集落が集中し、新たな住宅地が展開しつつある。東部の斜面地は棚田や畑が展開する昔ながらの農村である。南端に佐世保実業高等学校が移転し、路線バスも若干増えている。

### 1990年設置
- 星和台町（せいわだいまち）

日野町の一部であったが、1970年代後半から星和台団地が造成され、分譲が完了した1990年に独立した。当初は旧日野炭鉱道路のみが通じていたために不便だったが、美鳥ヶ丘ニュータウンの造成にともない、峠を乗り越して星和台への抜け道が通じたため、利便性は格段に向上した。

## 交通

### バス
- 西肥自動車兼させぼバス

### 鉄道
- 松浦鉄道西九州線
  - 真申駅-棚方駅-相浦駅-大学駅-上相浦駅

## 道路
- 国道204号 - 棚方町北部を500m程度通過するのみ。
- 長崎県道11号佐世保日野松浦線
- 長崎県道139号佐世保鹿町線
- 西九州自動車道 佐々佐世保道路 - 相浦中里ICで佐世保日野松浦線と接続。

## 施設

### 公共
- 佐世保市役所相浦支所
- 長崎県警相浦警察署
- 佐世保西消防署
- 佐世保西郵便局
- 佐世保相浦郵便局
- 佐世保日野郵便局
- 佐世保大潟簡易郵便局
- 佐世保光町簡易郵便局
- 佐世保野球場
- 佐世保総合グラウンド
- 相浦文化センター

### 発電所
- 相浦発電所

### 教育機関

#### 大学
- 長崎県立大学
- 長崎短期大学

#### 高等学校
- 九州文化学園高等学校
- 佐世保実業高等学校

#### 中学校
- 佐世保市立相浦中学校
- 佐世保市立日野中学校

#### 小学校
- 佐世保市立相浦小学校
- 佐世保市立相浦西小学校
- 佐世保市立日野小学校

### 商業
- ララプレイス佐世保
- OKホームセンター日野店
- マルキョウ日野店
- エレナ相浦店
- ダイソーエレナ相浦店
- まつばや相浦店
- ビデオレンタル アイドル日野店
- ゲオ佐世保相浦店
- タイヤ館佐世保西店
- 三冠王バッティングセンター

### 自衛隊
- 陸上自衛隊相浦駐屯地

### その他
- 城島健司ベースボール記念館

## 出身著名人
- 村田善則（野球選手 元読売ジャイアンツ）　相浦小学校・相浦中学校卒業
- 城島健司（野球選手 シアトルマリナーズ-阪神タイガース所属）　相浦小学校・相浦中学校卒業、2001年12月から2012年5月まで相浦町に城島健司ベースボール記念館があった。
- 溝上知親（囲碁棋士）